# Circuit Court
Als Circuit court sind Gerichte in der Regel in den Gerichtssystemen eingerichtet, die sich auf das Common Law stützen.
Dabei sind die Circuit Courts unterschiedlich zu verstehen, sodass die Gerichte
- on circuit ihre Fälle hören und die Urteile sprechen, das heißt, dass der Richter oder das Gericht durch das Land in verschiedenen Gerichtsstätten an unterschiedlichen Orten verhandeln oder
- in einem judicial circuit sitzen, das heißt, für einen spezifischen Gerichtssprengel zuständig sind,
- oder einfach eine höhere Instanz gegenüber anderen Gerichten darstellen, d. h. Verbrechen aburteilen oder ab bestimmten Wertgrenzen erst zuständig werden.

## Assize Circuits
Im Common Law waren es tatsächlich reisende Richter, die kalendarisch bestimmte Wege auf sich nahmen, um dann vor Ort Recht zu sprechen. Diese sind erstmals für das Jahr 1293 nachgewiesen.
Im 14. Jahrhundert wurde diese Tradition kurzzeitig unterbrochen. Aber 1337 wurden wiederum sechs Assize Circuits in England eingerichtet.
| Circuit  | Counties                                                                                           |
| -------- | -------------------------------------------------------------------------------------------------- |
| Home     | Essex, Hertfordshire, Kent, Middlesex, Surrey, Sussex                                              |
| Midland  | Derbyshire, Leicestershire, Lincolnshire, Nottinghamshire, Northamptonshire, Rutland, Warwickshire |
| Norfolk  | Bedfordshire, Buckinghamshire, Cambridgeshire, Huntingdonshire, Norfolk, Suffolk                   |
| Oxford   | Gloucestershire, Herefordshire, Shropshire, Staffordshire, Worcestershire                          |
| Northern | Cumberland, Lancashire, Northumberland, Westmorland, Yorkshire                                     |
| Western  | Berkshire, Cornwall, Devon, Dorset, Hampshire, Oxfordshire, Somerset, Wiltshire                    |

Noch im 19. Jahrhundert war die reisende Justiz in den Vereinigten Staaten von Amerika eingerichtet. So reiste auch Abraham Licoln als fahrender Rechtsanwalt.

## England und Wales

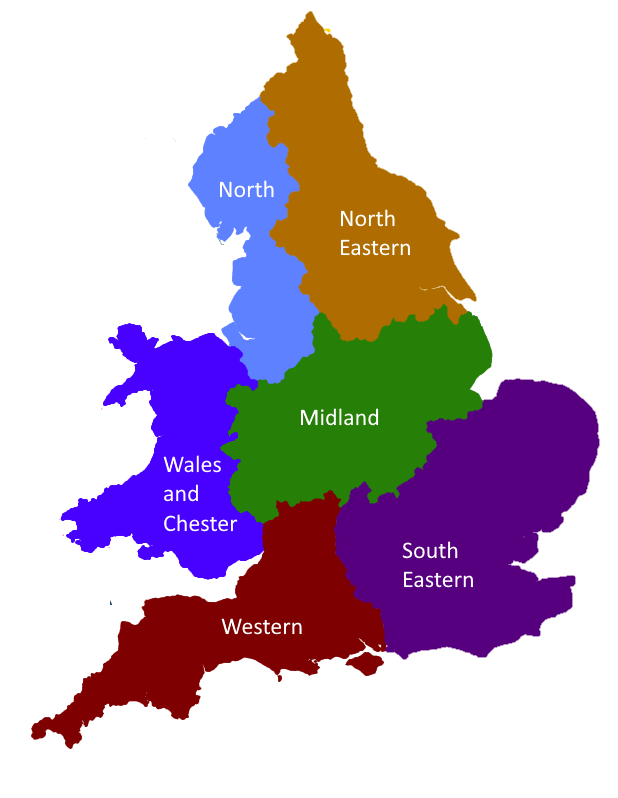
Circuits im englischen und walisischen Gerichtssystem

In England und Wales sind sechs Circuits als Gerichtssprengel eingerichtet: Midland Circuit, North Eastern Circuit, Northern Circuit, South Eastern Circuit, Western Circuit  und der Wales und Chester Circuit. Die Verwaltung dieser Gerichtssprengel obliegt dem Lord Chancellor. Diesem Gerichtssystem gehören die Richterinnen und Richter der High Courts, der Circuit Courts und District Courts an. Auch die Anwaltskammer von England und Wales orientiert sich an den Circuits.

## Irland
Der Circuit Court ist eines der Gerichte erster Instanz in Irland. Der Circuit Court lässt seine Richter in den jeweiligen Gerichtssprengeln reisen. Die Gerichtssprengel sind Dublin, Cork, Northern, Western, Eastern, South Western, South Eastern und Midland.
Auch der High Court in Irland sitzt zweimal im Jahr außerhalb von Dublin.

## Vereinigte Staaten von Amerika
Die ersten Circuit Courts gab es bereits in den Dreizehn Kolonien. Nach der Gründung der Vereinigten Staaten wurde die Circuit Courts zu Bundesgerichten in den jeweiligen Distrikten der Bundesjustiz. Sie existierten bis 1912. Die Nachfolger der Circuit Courts sind heute die U.S. District Courts und die Berufungssachen werden vom U.S. Courts of Appeals wahrgenommen.
Die Richter des U.S. Supreme Court waren ursprünglich reisende Richter. Sie hatten die Pflicht in den Circuits Berufungen zu verhandeln und Fälle zu hören. Mit der Expansion der USA nach Westen wurde die Erfüllung dieser Pflicht immer schwieriger. Mit dem Judiciary Act 1891 wurden keine Reisen mehr unternommen. 
In einzelnen Bundesstaaten gibt es Circuit Courts als Teil der Gerichtsbarkeit. Das sind Alabama, Arkansas, Connecticut, Florida, Hawaii, Illinois, Indiana, Kentucky, Maryland, Michigan, Mississippi, Missouri, New Hampshire, Oregon, South Carolina, South Dakota, Tennessee, Virginia, West Virginia und Wisconsin.

## Kanada
In den Gebieten Nordkanada und im Nördlichen Quebec gibt es als Circuit Courts reisende Gerichte.

## Australien
Gerichte im Northern Territory, die in der australischen Weite verhandeln müssen, werden als Circuit Courts (und bisweilen als „Bush Courts“) bezeichnet. 